# Profecia dels Set Temps

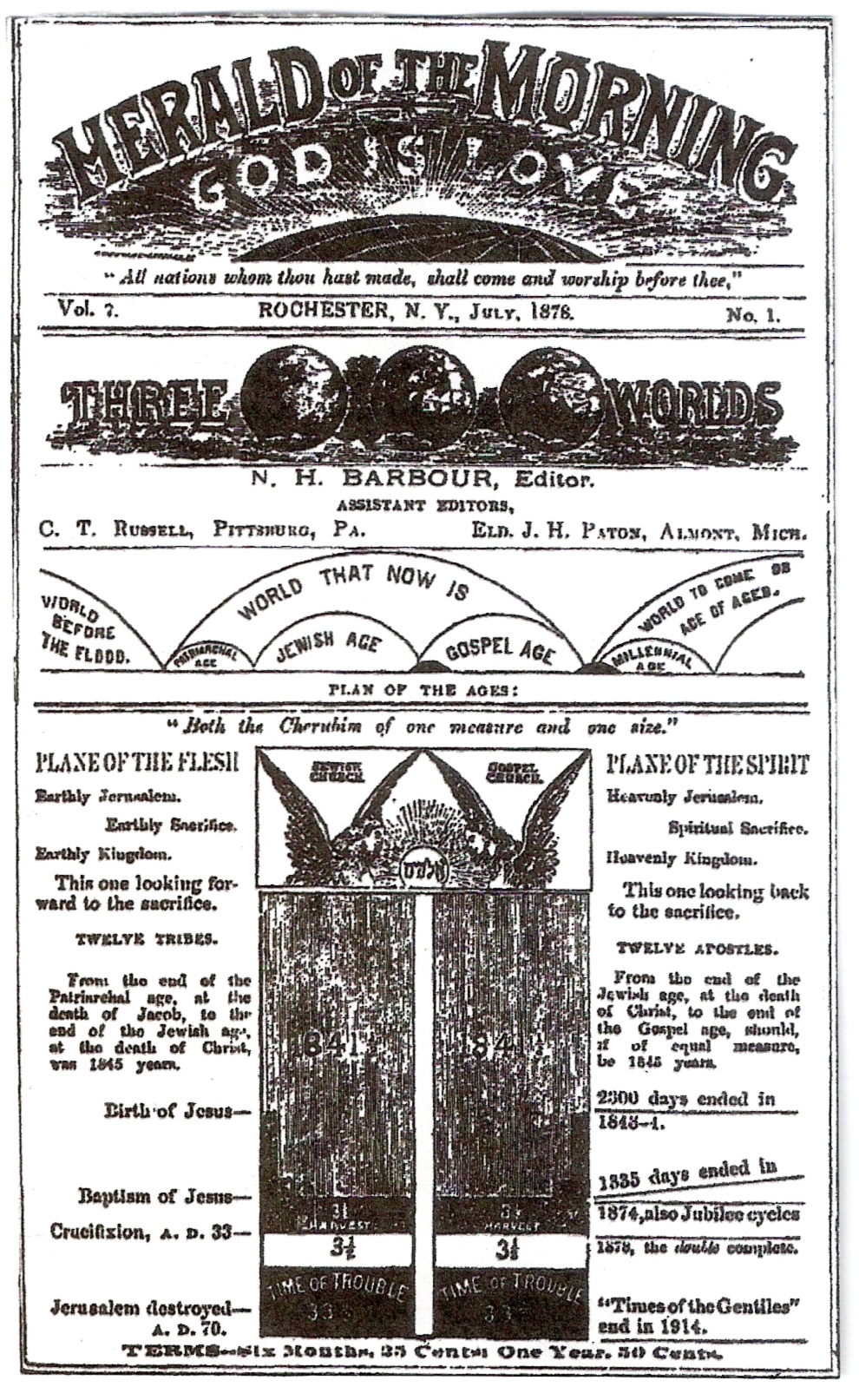
The Herald of the Morning, juliol 1878

En el capítol 4 del llibre de Daniel (a la Bíblia), es troba la Profecia dels Set Temps, on el rei de Babilònia Nabucodonosor, en somnis, veu un immens arbre que arriba fins al cel. Aquest arbre és tallat i restarà lligat durant set temps. El somni explica que després dels set temps l'arbre tornaria a créixer: "Que li canviïn el cor d'home i li'n donin un de bèstia, i passin sobre ell set temps"(Daniel 4,13). Daniel interpreta la profecia i l'aplica a la persona del rei Nabuconodosor "ets tu rei, que t'has fet gran i poderós..."(Daniel 4,19). En l'experiència personal que Nabucodonosor va tenir del compliment de la visió, els set temps van ser set anys durant els quals ell va embogir, amb símptomes semblants als de la licantropia, i va abandonar el seu tron per menjar vegetació com una bèstia del camp. (Daniel 4: 31-36.) Segons els Testimonis de Jehovà aquesta profecia va tenir un compliment major.

## El simbolisme de l'arbre i la sobirania de Déu
Els simbolismes que s'usen en aquesta visió profètica de cap manera són únics. Els arbres es fan servir en altres parts per representar governs, fins i tot el regne de Déu a Jerusalem. (Compari amb Jutges 9: 6-15; Ezequiel 17: 1-24; 31: 2-18.) Tant el brot de una soca com el símbol d'una "branqueta" o "brot" es troben en diversos passatges com a representació de la renovació del govern de cert llinatge, particularment en les profecies messiàniques. (Isaïes 10: 33-11: 10; 53: 2-7; Jer 23: 5; Ezequiel 17: 22-24; Zacaries 06:12, 13; compari amb Job 14: 7-9.) Jesús es va anomenar a si mateix "l'arrel i la prole de David". (Apocalipsi 5: 5; 22:16.)

## Nelson H. Barbour
Nelson H. Barbour predicador adventista americà publicà en la revista The Herald of the Morning que esperava la fi del món i el retorn de Jesucrist per l'any 1873 o 1874. En arribar aquesta data i comprovar que no passava res, Barbour va interpretar que el retorn de Jesús com una presència invisible. Aleshores va investigar la profecia dels set temps i va proposar una nova data per a la fi del món, l'any 1914.
Basant-se en la profecia dels set temps de Daniel, va interpretar que cada temps seria l'equivalent a un any de 360 dies, perquè a la Bíblia els anys profètics són de 12 mesos de 30 dies cadascun. Per exemple, Apocalipsi 11: 2, 3 esmenta clarament que 42 mesos (3 anys i mig) sumen a 1.260 dies. Per tant, 7 temps (anys) multiplicat per 360 sumen un total de 2.520 dies. Després va transformar 2.520 dies en 2.520 anys (un dia per un any) segons la regla del profeta Ezequiel, contemporani de Daniel: "Un dia per un any, un dia per un any, és el que t'he donat" (Ezequiel 4:6). I des de la destrucció de Jerusalem va arribar a l'any 1914 com a data de la fi dels temps dels gentils.
L'any 1877, Charles Taze Russell contacta amb Nelson H. Barbour. Russell va acceptar la cronologia de Barbour, i més tard van publicar junts un llibre titulat "Three worlds or Plan of Redemption" (Tres Mons o Pla de Redempció) on proposen la data de l'any 1914 com la de la fi dels temps dels gentils o set temps de Daniel i començament del regnat de Crist al cel.

## Interpretació dels Testimonis de Jehovà
Seguint els principis de Charles Taze Russell la interpretació és la següent:
- Un "temps", o any, bíblic és 12 X 30 dies que equival a 360 dies (Apocalipsi 11:2,3;12:6,14).
- "Set temps" 7 X 360 són 2.520 anys.
- En el compliment dels "set temps", cada dia equival a un any (Ezequiel 4:6; Números 14:34).
- Principis d'octubre de 607 aC a 31 de desembre de 607 aC va 1/4 any.
- 1 de gener de 606 aC a 31 de desembre de 1 aC van 606 anys.
- 1 de gener de l'any 1 a 31 de desembre de 1913 van 1.913 anys.
- 1 de gener de 1914 a principis d'octubre de 1914 van 3/4 any
Total: 2.520 anys
Llavors Déu va confiar la governació al seu propi Fill, Jesucrist, glorificat en el cel. (Daniel 7:13,14.)

## Punt de vista crític
Alguns autors discrepen sobre aquesta segona interpretació que fan els testimonis de Jehovà de la profecia de Daniel 4 perquè la historiografia seglar accepta la data de 586 o 587 aC per la destrucció de Jerusalem. El Testimonis de Jehovà dubten d'aquesta data perquè la cronologia bíblica indica que hi va tenir lloc 70 anys abans de 537 aC, l'any en què els jueus van tornar de la captivitat; és a dir, va tenir lloc per a principis d'octubre de 607 aC (Jeremies 29:10; Daniel 9:2) A més, defensen que les dates 586 i 587 aC es basen en dues fonts d'informació poc fiables: les obres de diversos historiadors clàssics i el Cànon de Ptolemeu.

## Historiadors clàssics
Un dels historiadors que va viure més a prop de l'època neobabilònica va ser Berós, qui era babiloni i sacerdot. Va escriure la seva obra Babyloniaca al voltant de l'any 281 aC. Berós va escriure que el rei assiri Senaquerib va ascendir al tron després del "regnat del seu germà", i "després d'ell el seu fill Asarhaddón va regnar vuit anys, i després Šamaššumukin vint-i-un anys. No obstant això, documents històrics babilònics escrits molt abans de l'època de Berós indiquen que Senaquerib va succeir en el tron al seu pare, Sargón II, no al seu germà; que Asarhaddon va governar dotze anys i no vuit, i que Šamaššumukin va governar vint anys, no vint-i-un. L'historiador Robartus J. van der Spek va admetre que Berós va consultar les Cròniques de Babilònia, però va escriure: "Això no li va impedir fer els seus propis afegitons i interpretacions".
Stanley M. Burstein, que va estudiar a fons les obres de Berós, va arribar a la següent conclusió: "Com a historiador, el seu treball seria inacceptable. Fins i tot en el seu estat fragmentari actual, l'Babyloniaca conté inexactituds que sorprenen per la seva obvietat. Un historiador no pot equivocar-se així, però clar, l'objectiu de Berós no era elaborar un registre històric ".

## El Cànon de Ptolemeu
Aquesta llista de reis de Claudi Ptolemeu, astrònom del segle II de la nostra era, també s'utilitza per donar suport a la data tradicional de 587 aC. Ptolemeu va compilar la seva llista uns sis-cents anys després de finalitzar el període neobabilònic. Ptolemeu va explicar que va emprar càlculs astronòmics -en part basats en eclipsis lunares⁠- "per calcular quan va començar el regnat de Nabonassar", el primer monarca de la seva lista.
El professor Leo Depuydt, un dels defensors més entusiastes de Ptolemeu, va declarar: "Se sap des de fa molt que el Cànon és astronòmicament fidedigne. Però això no implica que ho sigui en sentit històric ". I va afegir:"Pel que fa als primers reis, entre els quals figuren els neobabilònics, caldria comparar el Cànon, regne per regne, amb els textos cuneïformes. D'aquesta manera es veurien les diferències".
Segons diverses tauletes administratives cuneïformes, un d'ells, Sense-shar-ishkun, va durar set anys.
Els documents cuneïformes també indiquen que abans del regnat de Nabopolasar (el primer rei del període neobabilònic), un altre rei (Ashur-etil-ilani) va governar quatre anys a Babilònia. A més, durant més d'un any el país no va tenir cap rei.  Cap d'aquestes dades figura en el Cànon de Ptolemeu.
Totes aquestes errades fan viable la data 607 aC que defensen els Testimonis de Jehovà i que harmonitza amb el captiveri jueu de 70 anys.